# Oppo A91
Oppo A91 — смартфон середнього рівня, розроблений компанією OPPO, що входить у серію А. Був представлений 20 грудня 2019 року разом з Oppo A8. В Індії 16 січня 2020 року смартфон був представлений під назвою Oppo F15.
В Україні Oppo A91 був представлений 21 травня 2020 року разом з Oppo A52, Oppo A72 та Oppo A31 (2020).

## Дизайн
Екран виконаний зі скла Corning Gorilla Glass 5, а рамка і задня панель — з глянцевого пластику.
Знизу розміщені роз'єм USB-C, динамік, мікрофон та 3,5 мм аудіороз'єм, а зверху — тільки другий мікрофон. З лівого боку розміщені кнопки регулювання гучності та слот під 2 SIM-картки і карту пам'яті формату microSD до 256 ГБ. З правого боку розміщена кнопка блокування. 
Oppo A91 продавався в 4 кольорах: Lightening Black (чорний), Unicorn White (білий), Blazing Blue (синій) та червоний. Oppo F15 продавався тільки в перших двох попередньо зазначених кольорах. В Україні смартфон доступний тільки в кольорах Lightening Black та Blazing Blue.

## Технічні характеристики

### Платформа
Oppo A91 отримав процесор MediaTek Helio P70 з графічним процесором Mali-G72 MP3.

### Батарея
Батарея отримала об'єм 4025 мА·год та підтримку швидкої зарядки VOOC 3.0 на 20 Вт.

### Камери
Oppo A91 отримав основну квадрокамеру, що складається із ширококутного об'єктива на 48 Мп з діафрагмою f/1.8 і фазовим автофокусом, надширококутного об'єктива на 8 Мп, з діафрагмою f/2.2 та чорно-білого об'єктива і сенсора глибини по 2 Мп з діафрагмою f/2.4. Також пристрій отримав ширококутну Фронтальну камеру на 16 Мп, з діафрагмою f/2.0. Основна і фронтальна камери вміють записувати відео у роздільній здатності 1080p@30fps.

### Екран
Екран AMOLED, 6,4", Full HD+ (2400 × 1080) зі щільністю пікселів 408 ppi, співвідношенням сторін 20:9 та краплеподібним вирізом під фронтальну камеру. Також під дисплей вбудовано оптичний сканер відбитків пальців.

### Пам'ять
Модель продавалася в конфігураціях 4/128 та 8/128 ГБ. В Україні смартфон продавався тільки у версії 8/128 ГБ.

### Програмне забезпечення
Смартфон був випущений на ColorOS 6.1 6.1 на базі Android 9 Pie і пізніше був оновлений до ColorOS 11.1 на базі Android 11.